# Dictyochaeta querna
Dictyochaeta querna är en svampart som beskrevs av P.M. Kirk 1982. Dictyochaeta querna ingår i släktet Dictyochaeta och familjen Chaetosphaeriaceae.   Inga underarter finns listade i Catalogue of Life.